# Mortagne-au-Perche
Mortagne-au-Perche là một xã thuộc tỉnh Orne trong vùng Normandie tây bắc nước Pháp. Xã này nằm ở khu vực có độ cao trung bình 225 mét trên mực nước biển.

## Dân số
- 1962: 3909
- 1968: 4322
- 1975: 4877
- 1982: 4851
- 1990: 4584
- 1999: 4513

1962 dân số tính một lần

## Nhân vật
- Bá tước Joseph de Puisaye (1755-1827).
- Émile Chartier dit Alain (1868-1951), sinh tại Mortagne-au-Perche.
- Chantal Thomass nhà thiết kế thời trang sống ở Mortagne-au-Perche.
- Pierre François de Rigaud, Marquis de Vaudreuil-Cavagnal.
- Ký giả Jean Planchais (1922-2006), sinh ở Mortagne-au-Perche.
- Nhà văn Alex Capus, sinh ở Mortagne-au-Perche năm 1961.